# Markovci
Markovci (Duits: Sankt Marxen) is een gemeente in Slovenië. Tijdens de volkstelling in 2002 telde Markovci 3798 inwoners. In Markovci, in de regio Ptuj, ligt een stuwmeer: het meer van Ptuj (Sloveens: Ptujsko jezero). Hier hebben bedreigde vogelsoorten hun broedplaats gevonden. Markovci leeft vooral van de veeteelt. Markovci werd voor het eerst vermeld in 1215.
Sinds de 14e eeuw stond in Markovci het kasteel Pabstein, dat in 1493 door de Turken werd verwoest. Op de plaats van het verwoeste kasteel werd in 1519 de huidige parochiekerk van H. Marcus gebouwd. Na verbouwingen in 1789 werd de kerk nogmaals ingrijpend verbouwd in de jaren 1871-72, waardoor de huidige 19e-eeuwse bouwstijl tot stand kwam. Op het kortbij gelegen kerkhof bevindt zich de votiefkerk van Maria uit 1841.
In Markovci vindt nog steeds elk jaar ten tijde van carnaval de uitdrijving van boze geesten plaats.

## Plaatsen in de gemeente
Borovci, Bukovci, Markovci, Nova vas pri Markovcih, Prvenci, Sobetinci, Stojnci, Strelci, Zabovci
Benedikt · Cerkvenjak · Cirkulane · Destrnik · Dornava · Duplek · Gorišnica · Hajdina · Hoče-Slivnica · Juršinci · Kidričevo · Kungota · Lenart · Lovrenc na Pohorju · Majšperk · Makole · Maribor · Markovci · Miklavž na Dravskem polju · Oplotnica · Ormož · Pesnica · Podlehnik · Poljčane · Ptuj · Rače-Fram · Ruše · Selnica ob Dravi · Slovenska Bistrica · Središče ob Dravi · Starše · Sveta Ana · Sveta Trojica v Slovenskih goricah · Sveti Andraž v Slovenskih goricah · Sveti Jurij · Sveti Tomaž · Šentilj · Trnovska vas · Videm · Zavrč · Žetale